# James Nicol
För den brittiske musikern med detta namn, se Jimmie Nicol
James Nicol, född 12 augusti 1810 i Traquair, nära Innerleithen i Peeblesshire, död 8 april 1879, var en skotsk geolog och mineralog.
Nicol, som var prästson, studerade från 1825 vid universitetet i Edinburgh, där han fick stort intresse för geologi och mineralogi. Han fortsatte därefter sina studier i Bonn och Berlin. Efter hemkomsten studerade han ivrigt hemtrakternas geologi och författade artiklar om Peeblesshires och Roxburghshires geologi, vilka prisbelönades av Highland Society. Han utvidgade senare sin forskning till andra delar av Skottland och utgav sin Guide to the Geology of Scotland (1844).
År 1847 blev han assistant secretary vid Geological Society of London och utnämndes 1849 till professor i geologi vid Queen's College i Cork. År 1853 blev han professor i naturhistoria vid universitetet i Aberdeen, en befattning vilken han lämnade kort före sin död. Hans främsta senare skrifter var On the Structure of the North-Western Highlands (Quarterly Journal, Geological Society, 1861) och On the Geological Structure of the Southern Grampians (ibid., 1863) 

## Övriga skrifter i urval
- Manual of Mineralogy (1849)
- Elements of Mineralogy (1858, andra upplagan 1873)
- Geological Map of Scotland (1858)
- Geology and Scenery of the North of Scotland (1866)